# Адвис (футбольный клуб)
«Адвис» — украинский футбольный клуб из Хмельницкого. Выступал в любительской и третьей лиге чемпионата Украины.

## История
Команда была организована при заводе тракторных агрегатов под названием «Трактор».
В 1990 году завод был реорганизован в машиностроительную компанию, которая получила название — «АДВИС» (Агрегаты, двигатели, инструменты, сервис). Заводская футбольная команда получила аналогичное имя. «АДВИС» под руководством тренера Валерия Крохана выступал в чемпионате Хмельницкой области и любительской лиге Украины. Трижды становился чемпионом области. В любительской лиге в 1993 году занял в своей группе второе, а в 1994 году — первое место, завоевав тем самым путевку в третью лигу чемпионата Украины. Свой первый сезон среди профессионалов (1994/95) «АДВИС» завершил на 11-м месте третьей лиги, однако этого было вполне достаточно для повышения в классе, так как со следующего сезона третья лига аннулировалась.
В 1995 году «АДВИС» был объединен с клубом первой лиги «Темп» (Шепетовка). Вследствие этого в сезоне 1995/96 в первой лиге стартовала команда «Темп-АДВИС» (Хмельницкий), а во второй — «Темп-АДВИС-2» (Шепетовка). Эта команда сыграла в чемпионате 7 матчей и снялась с соревнований. «Темп-АДВИС» в первой лиге отыграл лишь первый круг — сначала в областном центре, а доигрывал (в том числе и последний свой матч 6 ноября) в Красилове.
«АДВИС» в Хмельницком возвратился на любительский уровень. В Кубке Украины среди любителей 1996/97 команда выступала под названием «Адвис-Меховик» и дошла до 1/16 финала.
В 1997 и 1998 годах становился чемпионом области под привычным названием «АДВИС». В 1999 году в последний раз принял участие в областном первенстве, где занял 5 место. Финансовые затруднения вынудили завод расстаться с футбольной командой, и «АДВИС» был расформирован.

## Прежние названия
- до 1990: «Трактор» (Хмельницкий)
- 1990—1995: «АДВИС» (Хмельницкий)
- 1995: «Темп-АДВИС-2» (Шепетовка)
- 1996—1997: «Адвис-Меховик» (Хмельницкий)
- 1997—1999: «АДВИС» (Хмельницкий)

## Достижения
- Победитель группы любительской лиги (1): 1994